# Канадско-российские отношения
Канадско-российские отношения — дипломатические отношения между Канадой и Россией.

## Предыстория
В годы НЭПа несколько лет работало совместное советско-канадско-американское предприятие Русско-Канадско-Американское пассажирское агентство. В 1931 году Канада наложила эмбарго на импорт некоторых советских товаров, в ответ советское правительство прекратило торговые отношения с Канадой: торговая война между СССР и Канадой продолжалась до 1936 года.
Во время холодной войны Канада принадлежала к капиталистическому лагерю наравне с США, Францией и Великобританией. 

## Настоящее время

### Начало 2000-х

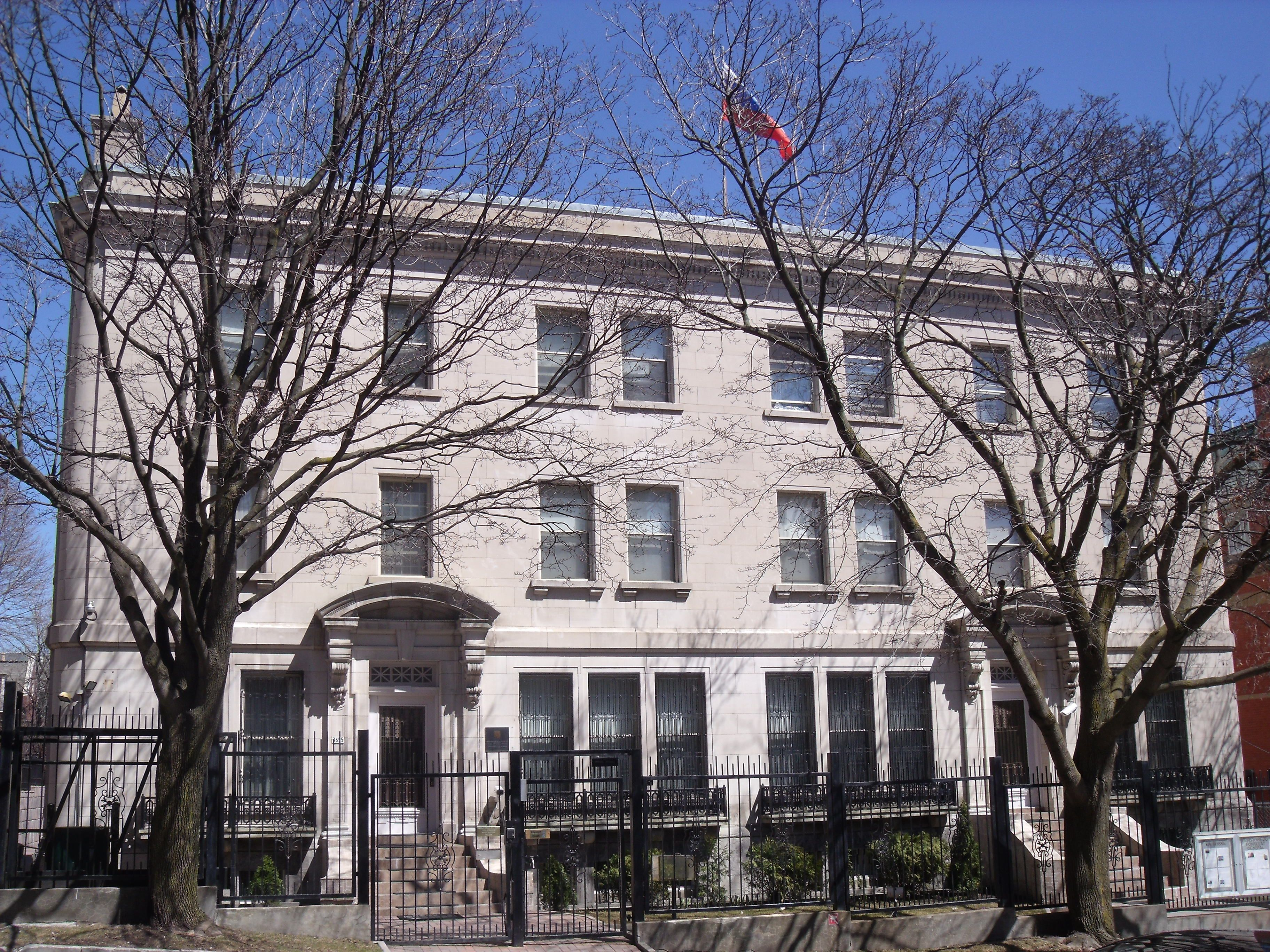
Консульство России в Монреале

В последние годы российско-канадское взаимодействие значительно продвинулось вперёд, обогатившись новыми формами и направлениями.
Во многом это стало возможным благодаря интенсивным контактам на высшем уровне. В декабре 2000 г. состоялся официальный визит Президента России В. В. Путина в Канаду. В июле 2001 г., феврале 2002 г., мае 2003 г. и в октябре 2004 г. Премьер-министр Канады посещал Россию. Установилась практика регулярных встреч лидеров двух стран в рамках различных международных форумов. Последняя из них состоялась 15 июля 2006 г. в ходе саммита «Группы восьми» в Санкт-Петербурге.
В постоянном контакте находятся министры иностранных дел, которые регулярно встречаются в рамках международных форумов — сессий Генеральной Ассамблеи ООН, мероприятий «восьмёрки» и АТЭС. В сентябре 2004 г. мининдел Канады посетил с рабочим визитом Россию. Министр иностранных дел России С. В. Лавров посетил Оттаву в марте 2006 года и провёл встречи с министром иностранных дел Канады П. Маккеем и премьер-министром Канады С. Харпером. На постоянной основе проводятся межмидовские консультации по стратегической стабильности, борьбе с терроризмом, региональной проблематике. В мае 2004 г. в Оттаве состоялся очередной раунд консультаций на уровне первых заместителей министров иностранных дел по вопросам международной безопасности. 24 ноября 2005 г. в Москве прошёл очередной раунд консультаций по борьбе с терроризмом, организованной преступностью, незаконной миграцией и наркотрафиком (Посол по особым поручениям, специальный представитель Президента РФ по вопросам международного сотрудничества в борьбе с терроризмом и транснациональной организованной преступностью — старший координатор по вопросам противодействия преступности и международному терроризму МИД Канады) с участием представителей заинтересованных ведомств двух стран. Очередная встреча в упомянутом формате прошла «на полях» заседания Римской/Лионской группы в Москве (13-16 февраля с.г.). 21 февраля с.г. в Москве состоялись контакты на уровне заместителей министров иностранных дел России и Канады.

### 2014 — настоящее время
Ухудшение отношений наступило после аннексии Крыма Российской Федерацией. Руководство Канады отказалось принять участие в торжествах, посвящённых празднованию 70-летия Победы в Великой Отечественной войне, проходящих в Москве. Канада неоднократно вводила санкции против России, её организаций и отдельных граждан. В санкционных списках Канады находятся свыше 200 российских компаний и организаций, а также физических лиц.

## Хронология дипломатических отношений
- май 1900 г. — открытие генконсультва в Монреале и консульства в Ванкувере (в подчинении послу России в США). Дипломатические отношения разорваны большевиками в 1917 году.
- 24 марта 1924 г. — Канада признала СССР де-юре, однако дипломатические отношения не установлены.
- 12 июня 1942 г. — установлены дипломатические отношения на уровне миссий.
- 13 ноября 1943 г. — миссии преобразованы в посольства.
- 25 декабря 1991 г. — установлены дипломатические отношения между Канадой и Российской Федерацией.
- октябрь 2005 г. — создан и начал свою работу Российско-Канадский деловой совет.

## Послы
- Список послов СССР и России в Канаде
- Список послов Канады в России